# Trimerogastra mcalpinei
Trimerogastra mcalpinei är en tvåvingeart som beskrevs av Wayne N. Mathis och Tadeusz Zatwarnicki 2004. Trimerogastra mcalpinei ingår i släktet Trimerogastra och familjen vattenflugor. Inga underarter finns listade i Catalogue of Life.